# Собор Святого Вардана
Собор Святого Вардана (арм. Սբ. Վարդան տաճար) в Нью-Йорке — первый собор Армянской Апостольской Церкви, который был построен в Северной Америке.
Находится в Нью-Йорке на углу Второй авеню и Тридцать четвертой улицы и был построен по образу храма святой Рипсимэ в Эчмиадзине.
Святой Вардан был освящен 28 апреля 1968 года Его Святейшеством Вазгеном I, католикосом Армении и всех армян.

## Архитектура
Дизайн собора создан Нью-Йоркской архитектурной фирмой Стейнман, Кэйн и Уайт, преемником фирмы Макким, Мид энд Уайт в сотрудничестве с Эдвардом Утуджяном (Париж) в качестве консультанта.
Здание привлекает внимание двумя уникальными особенностями, специфичными для армянской архитектуры: использованием двойных пересекающихся арок и наличием пирамидального купола, возвышающегося на 40 м над уровнем улицы.

## Интерьер купола
Вокруг купола расположены различные символы, в том числе фигуры Иисуса Христа; Святого Духа в виде голубя; греческие буквы альфа и омега на Писании; пшеница и виноград, представляющие Евхаристии; Феникс, символизирующий воскресение, и т. д.
Ряд высоких, узких витражей установлены в основной стене собора под куполом. Они изображают сцены из жизни Христа и раннего христианства в Армении. Покровитель собора Святой Вардан изображен сражающимся с персами-сасанидами, которые угрожали армянской церкви в V веке. Экуменизм отображается на портрете Святого Нерсеса и христианских крестах.

## История
У грандиозного здания было скромное начало в начале XX века, когда молодая армянская община впервые приступила к проекту строительства духовного центра на новой родине. Это было в 1926 году, всего через 35 лет после создания первой Армянской церкви в Вустер, штат Массачусетс, когда Епархиальное собрание решило начать сбор средств, выделив для начала $100,000. Три года спустя фондовый рынок рухнул, и, как и большинство крупномасштабных начинаний эпохи Великой Депрессии, проект вскоре был заморожен, деньги перераспределены.
Затем, в 1942 году архиепископ Гарегин Овсепян, Предстоятель, призвал Епархиальное собрание, чтобы снова заняться смелым проектом. Архиепископ Овсепян сказал: «У нас нет ни собора, ни епархиального дома, ни национальной библиотеки. Пришло время удовлетворить эти потребности», таким образом, было предусмотрен план из трех частей, план строительства собора, епархиального офиса и культурного центра.
В 1945 году под руководством епископа Тиграна Нерсояна, Предстоятеля, Епархиальное Собрание приняло решение организовать комитет и начать строительство кафедрального собора и епархиального комплекса в Нью-Йорке. Последующие Предстоятели, в том числе архиепископ Мампр Калфаян, архиепископ Сион Манукян, и архиепископ Торгом Манукян, были одинаково преданы делу, и работали вместе с участниками проектного комитета над реализацией собора. К концу 1940-х годов, сбор средств набрал обороты, состоялись благотворительные ужины, распродажи, и другие мероприятия в поддержку проекта. Прихожане по всей епархии внесли взносы в фонд собора, они даже собирали пожертвования для церкви в своих местных общинах. В целом, это было время подъема армянской церкви в США.
Здание центрального комитета было построено в 1948 году, и организаторы начали приобретать многоквартирные дома на восточной стороне Второй авеню, между 34 и 35 улицами. Церковные лидеры выбрали этот участок по Второй авеню в Нью-Йорке по нескольким причинам: земли, в районе строительства комплекса Организации Объединенных Наций рядом, продавались все еще по разумным ценам; строились планы линии метро и был легкий доступ через туннель на Лонг-Айленд, и это было рядом с центром бывшего армянского квартала города.
В течение десяти лет было сделано достаточно много и в январе 1958 года общественность отметила церемонию заложения первого камня епархиального Дома — первой части трехфазного плана здания. Трехэтажное здание было открыто в октябре следующего года, всего за семь месяцев до прибытия Святейшего Вазгена I. Визит 1960 года был первым случаем поездки армянского католикоса в США из Эчмиадзина.
С открытием Культурного центра, названного в честь Галуста Гульбенкяна, в октябре 1967 года, постройка двух зданий из трех была завершена. Началась подготовка ко второму визиту Его Святейшества, намеченного на весну 1968 года. 28 апреля 1968 года, сотни людей собрались на освящение храма, приуроченное к 53-й годовщине Геноцида армян.
В конце 1980 и начале 1990-х годов, во время разрушительного землетрясения в Армении 1988 года, войны с Азербайджаном, и быстрой деградации экономики, собор и епархиальный центр послужили отправной точкой для многих усилий по оказанию помощи.
В 1994 году под руководством архиепископа Хачика Барсамяна, Предстоятеля, собор претерпел полную реконструкцию: был отремонтирован фасад, освежен интерьер здания, на площади установлены гранитные блоки. Купол собора был покрыт сусальным золотом, восстановлен его блеск.